# .223 Winchester Super Short Magnum
El .223 Winchester Super Short Magnum es un cartucho para rifle creado por la empresa Browning y Winchester basado en una versión abreviada del Winchester Short Magnum.

## Historia
El .223 Winchester Super Short Magnum fue introducido en 2003 por la empresa Browning Arms Company, Olin Corporation y Winchester Repeating Arms Company. La designación .223 es una referencia del popular cartucho .223 Remington.

Actualmente, el calibre puede llegar a tener una velocidad inicial de hasta 1.402 metros por segundo (o 4.600 pies por segundo).